# جاماسب (دالاهو)
جاماسب (به کردی: جاماز)، روستایی است از توابع بخش گهواره و در شهرستان دالاهو استان کرمانشاه ایران.
این روستا یکی از مکان‌های اصلی زندگی سادات یارسان در منطقه گوران پس از کوچ از روستای سرتختگاه می‌باشد. از سادات بزرگ و نامدار این روستا می‌توان از خاندان بزرگوار میره بیگی مانند خاندان سید شاهمراد و سید عظیم نام برد.

## جمعیت
این روستا در دهستان گورانی قرار داشته و بر اساس سرشماری سال ۱۳۸۵ جمعیت آن (۱۴ خانوار) ۵۷ نفر
بوده‌است.